# Dunaferr DUE Dutrade FC
A Dunaújváros Futsal magyar futsalklub Dunaújvárosból, amely a magyar futsalbajnokság másodosztályában szerepel.

## Történelem
A csapatot 2013-ban helyi dunaújvárosi fiatalok alakították meg. A 2013/2014-es szezonban az NBII-ben indult az együttes, és a megszerzett bronzérem egyúttal azt jelentette, hogy kivívta a jogot az első osztályba kerülésre, ahol hét szezonon keresztül szerepelt. 
A 2020/2021-es bajnokságban az utolsó helyen végzett, így kiesett a Futsal NBI-ből.

## Csapat 2023/24

### Játékosok[2]
| #  | Ország | Név                      |
| -- | ------ | ------------------------ |
| 1  | HUN    | Tóth Szabolcs Ferenc (K) |
| 2  | HUN    | Ivacs Gábor Balázs       |
| 3  | HUN    | Váradi Kornél            |
| 4  | HUN    | Pribék Tamás Flórián     |
| 6  | HUN    | Fekete Tamás Mihály      |
| 7  | HUN    | Csányi Dávid István      |
| 8  | HUN    | Puskás Attila Kristóf    |
| 9  | HUN    | Szili Szabolcs           |
| 10 | HUN    | Varga Milán              |
| 11 | HUN    | Németh Tamás             |
| 13 | HUN    | Kuti András              |
| 14 | HUN    | Tóth Árpád               |
| 15 | HUN    | Kiss Patrik Márk         |
| 16 | HUN    | Vincze Dezső             |
| 29 | HUN    | Cseresnyés Alex (K)      |
|    | NGR    | Egejuru Godslove Ukwuoma |
|    | HUN    | Tihanyi Máté             |

## Eredmények

### Nemzeti
- Futsal NB I.
  -  Ezüstérmes (1): 2016/2017

- Futsalkupa
  -  Döntős (1): 2016

### Helyezések a bajnokságban
| Szezon    | Bajnokság neve                      | Helyezés |
| --------- | ----------------------------------- | -------- |
| 2013/2014 | Férfi Futsal NB II. Közép csoport   | 3.       |
| 2014/2015 | Férfi Futsal NB I.                  | 6.       |
| 2015/2016 | Férfi Futsal NB I.                  | 4.       |
| 2016/2017 | Férfi Futsal NB I.                  | 2.       |
| 2017/2018 | Férfi Futsal NB I.                  | 4.       |
| 2018/2019 | Férfi Futsal NB I.                  | 4.       |
| 2019/2020 | Férfi Futsal NB I.                  | -        |
| 2020/2021 | Férfi Futsal NB I.                  | 10.      |
| 2021/2022 | Férfi Futsal NB II. Nyugati csoport | 9.       |
| 2022/2023 | Férfi Futsal NB II. Nyugati csoport | 7.       |
| 2023/2024 | Férfi Futsal NB II. Nyugati csoport | 7.       |
| 2024/2025 | Férfi Futsal NB II. Nyugati csoport | 2.       |